# Ilhas Shetland do Sul

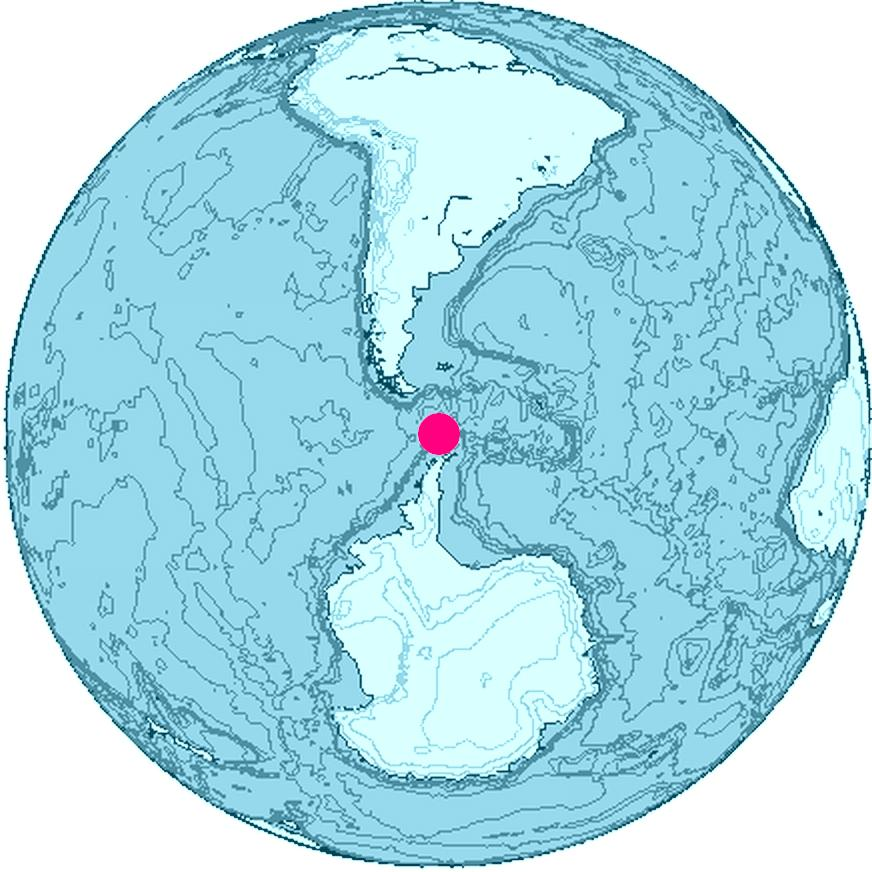
Posição das ilhas Shetland do Sul

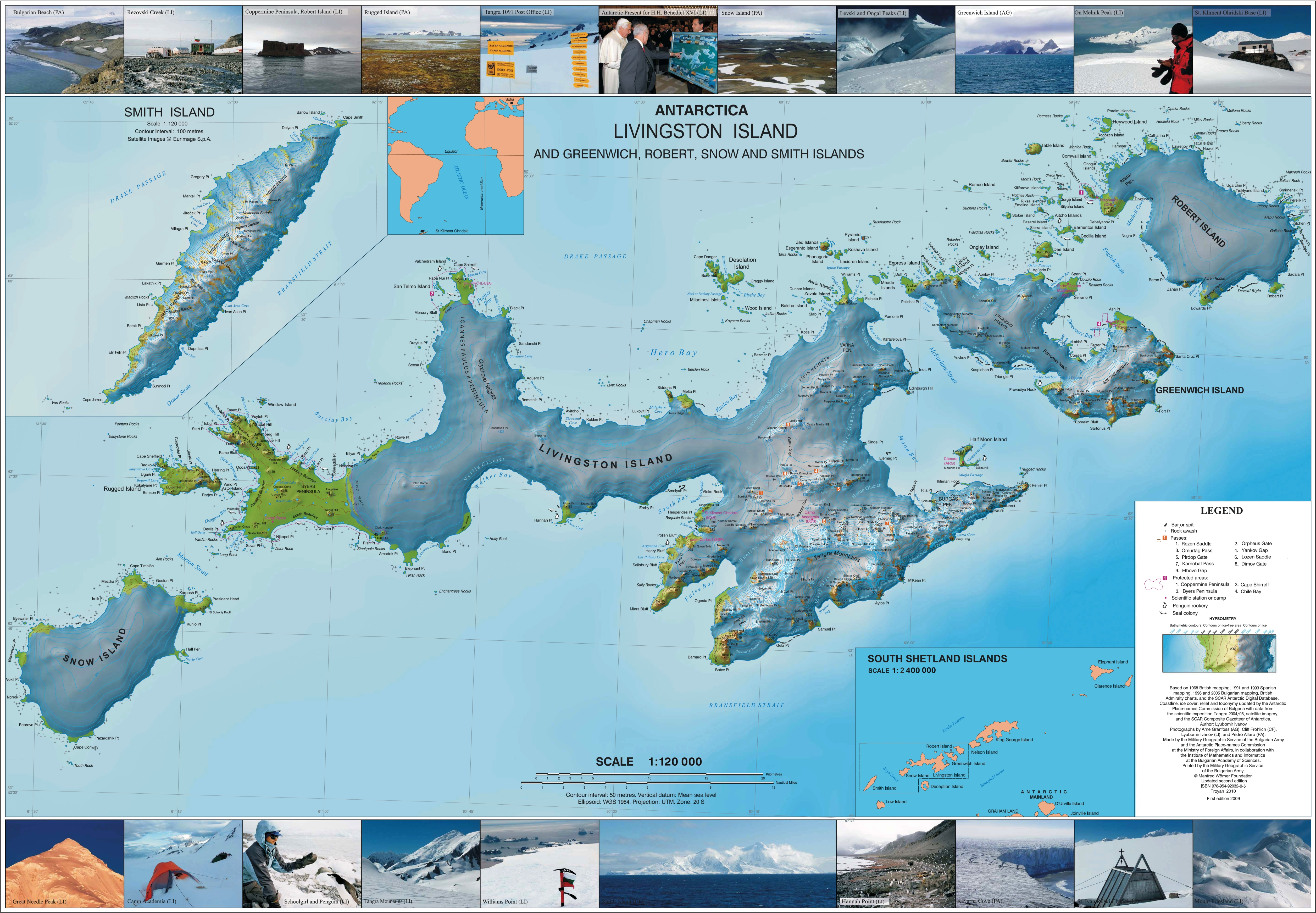
Topographic map of Livingston Island, Greenwich, Robert, Snow and Smith Islands.

As ilhas Shetland do Sul ou, muito raramente, Xetlândia do Sul, são um arquipélago localizado aproximadamente a 120 quilômetros a norte da península Antártica. O arquipélago está separado do continente Antártico pelo estreito de Bransfield e da América do Sul pela passagem de Drake. 

## História

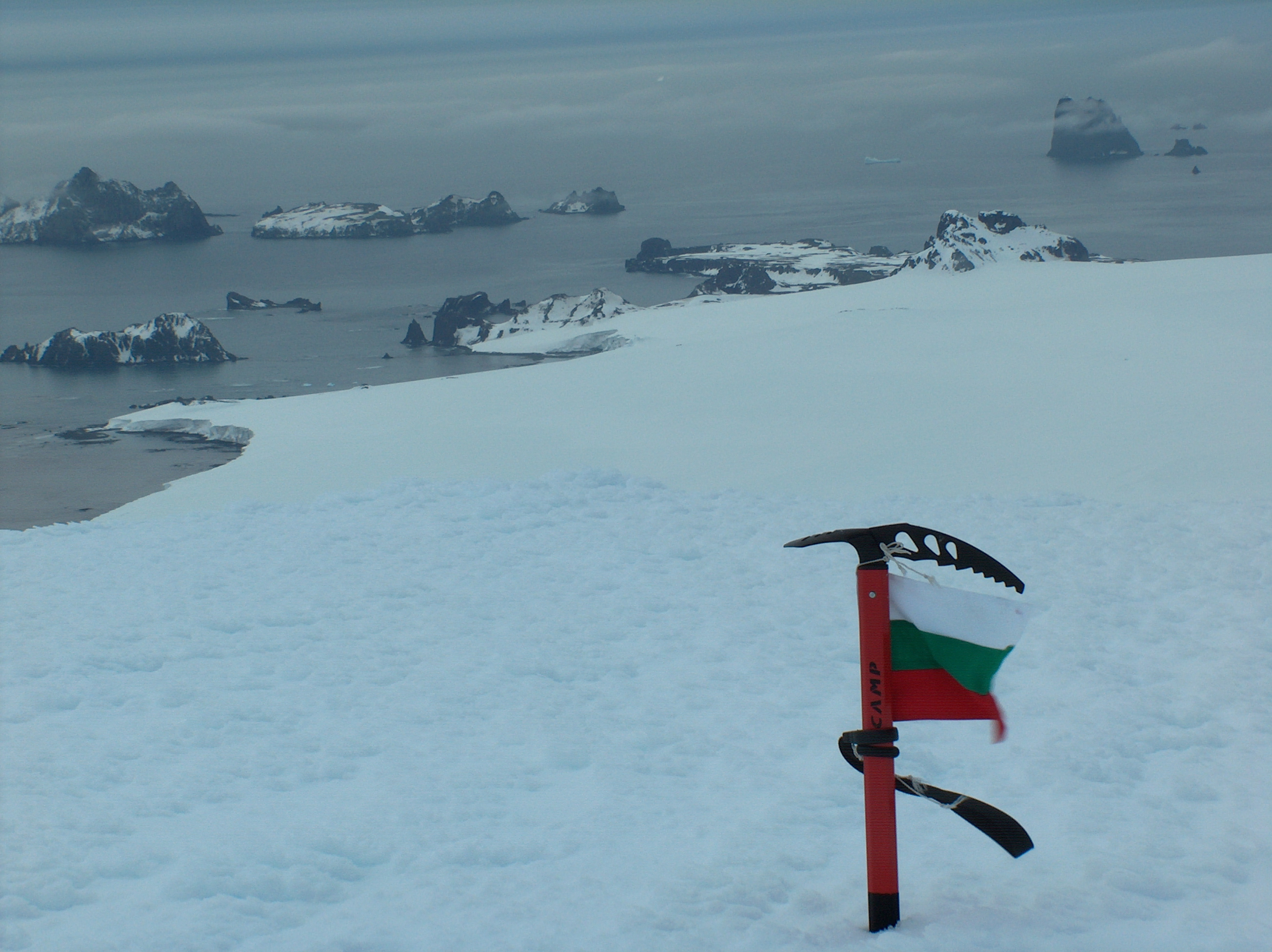
Ponto Williams, descoberto em 19 fevereiro de 1819

As ilhas foram descobertas pelo mercador britânico William Smith no navio Williams, que avistou a ilha Livingston em 19 de fevereiro de 1819. Smith retornou às ilhas em outubro, quando atracou na ilha do Rei George e novamente em dezembro, junto com Edward Bransfield que examinou e mapeou as ilhas.
Em 15 de novembro de 1819, o agente norte-americano em Valparaíso, Jeremy Robinson, informou o secretário de Estado dos Estados Unidos John Quincy Adams sobre a descoberta de Smith e sobre a missão de Bransfield, e sugeriu o envio de um navio do governo dos Estados Unidos para explorar as ilhas onde "as fontes novas da riqueza, do poder e da felicidade seriam divulgadas e a própria ciência fosse beneficiada desse modo."

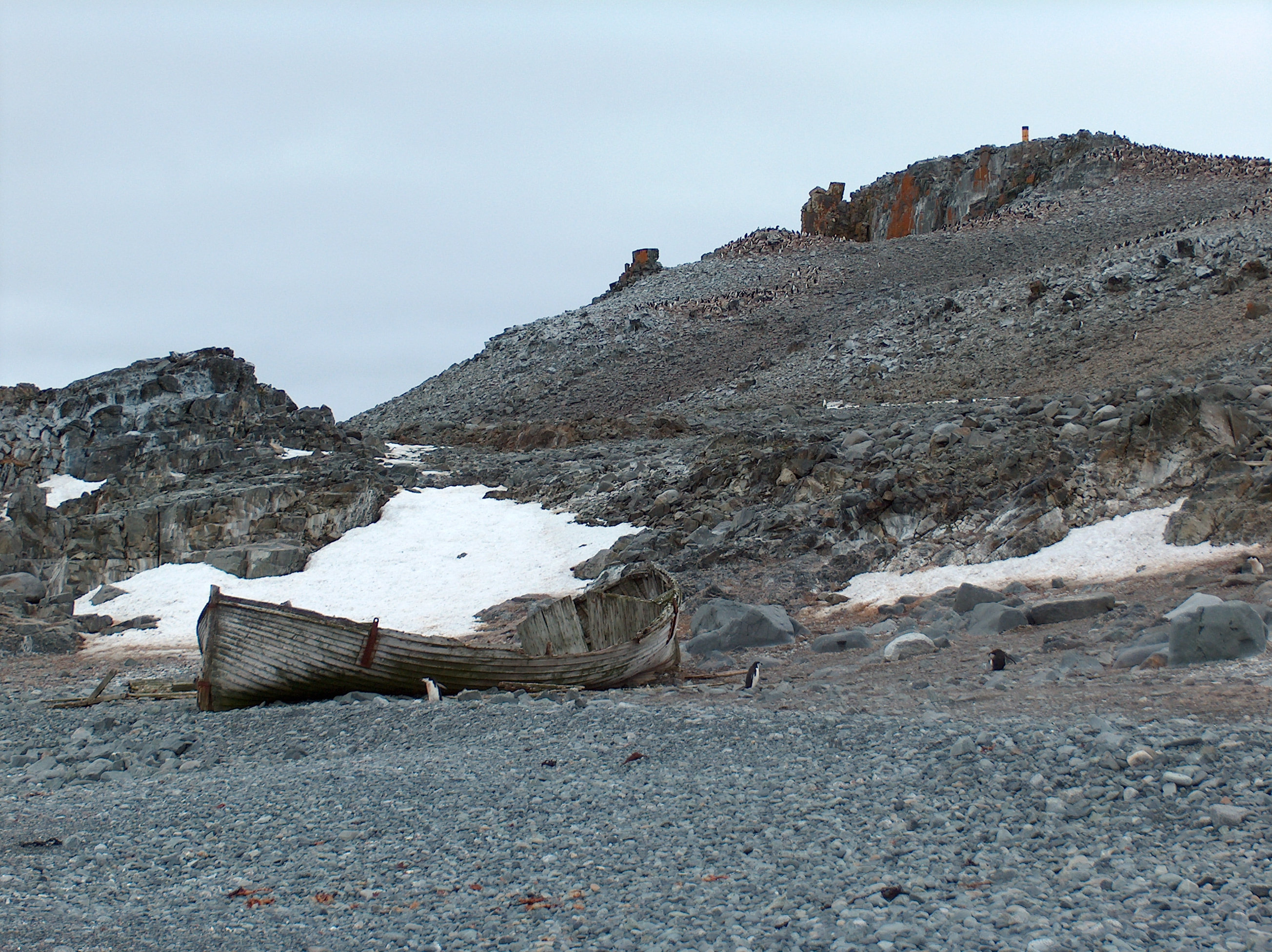
Barco baleeiro norueguês, ilha Meia Lua

A descoberta atraiu imediatamente os caçadores de lobos ingleses e norte-americanos. O primeiro navio explorador a visitar as ilhas foi o Espirito Santo comandado pelo capitão Joseph Herring, fretado por comerciantes britânicos em Buenos Aires. O navio chegou à Ilha Rugged perto da ilha Livingston, onde o grupo inglês atracou no dia de Natal de 1819, e reivindicou as ilhas para o rei Jorge III.  O Espirito Santo foi seguido até às ilhas Malvinas pelo barco norte-americano Hersilia comandado pelo capitão James Sheffield (com Nathaniel Palmer como segundo oficial), o primeiro navio do lobeiro norte-americano nas ilhas Shetland do Sul. Uma narrativa dos eventos foi publicada pelo Capitão Herring na edição do Imperial Journal de Julho de 1820.
O primeiro apoio durante o inverno na Antártica teve lugar nas ilhas Shetland do Sul, quando no fim do verão de 1820/21 onze ingleses do barco Lord Melville não conseguiam sair da ilha Rei Jorge, onde conseguiram sobreviver do começo até ao fim o inverno, e foram salvos no princípio do verão seguinte.
Após circum-navegarem o continente antártico, a expedição antártica russa de Fabian von Bellingshausen e Mikhail Lazarev chegou às ilhas Shetland do Sul em janeiro de 1821. Os russos pesquisaram as ilhas, deram-lhe nomes russos, e saíram na ilha do Rei George e ilha Elefante.

## Geografia

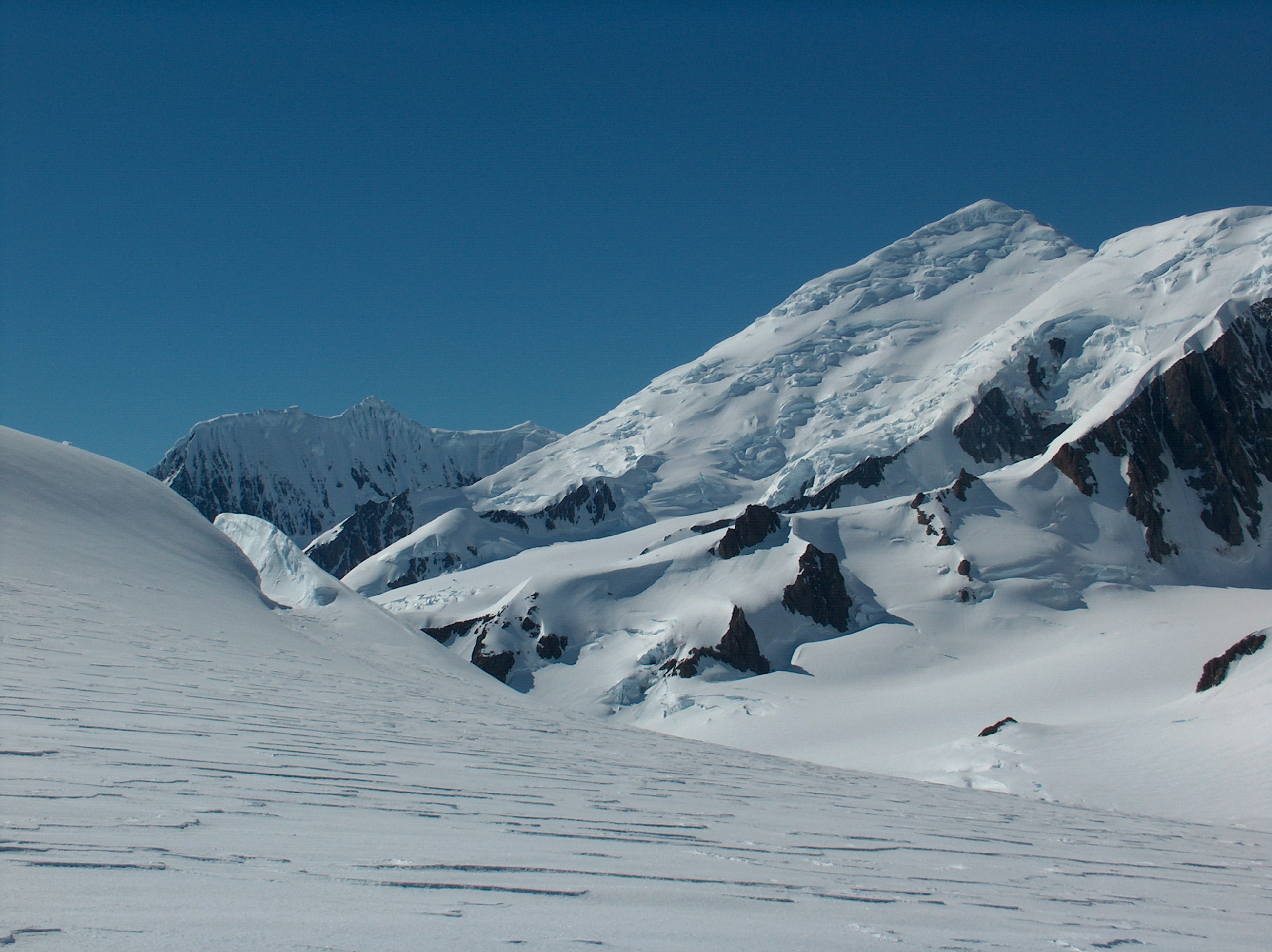
Montanha de Tangra, ilha Livingston

O arquipélago tem 500 km de comprimento e cobre uma área total da terra do 3687 km², compreendendo à ilha Clarence, ilha Elefante, ilha do Rei George, ilha Nelson, ilha Robert, ilha Greenwich, ilha Livingston, Ilha da Neve, ilha Decepção, ilha Baixa e ilha Smith, assim como numerosos ilhéus. A maior altitude é a do Monte Foster (2105 m), localizado na ilha Smith.
A maior parte das ilhas (80-90%) está coberta de calotas de gelo, que formam a linha costeira em muitos sectores. O clima é antárctico marítimo com temperaturas constantes que raramente excedem 3°C no verão ou atingem menos de –11°C no inverno.

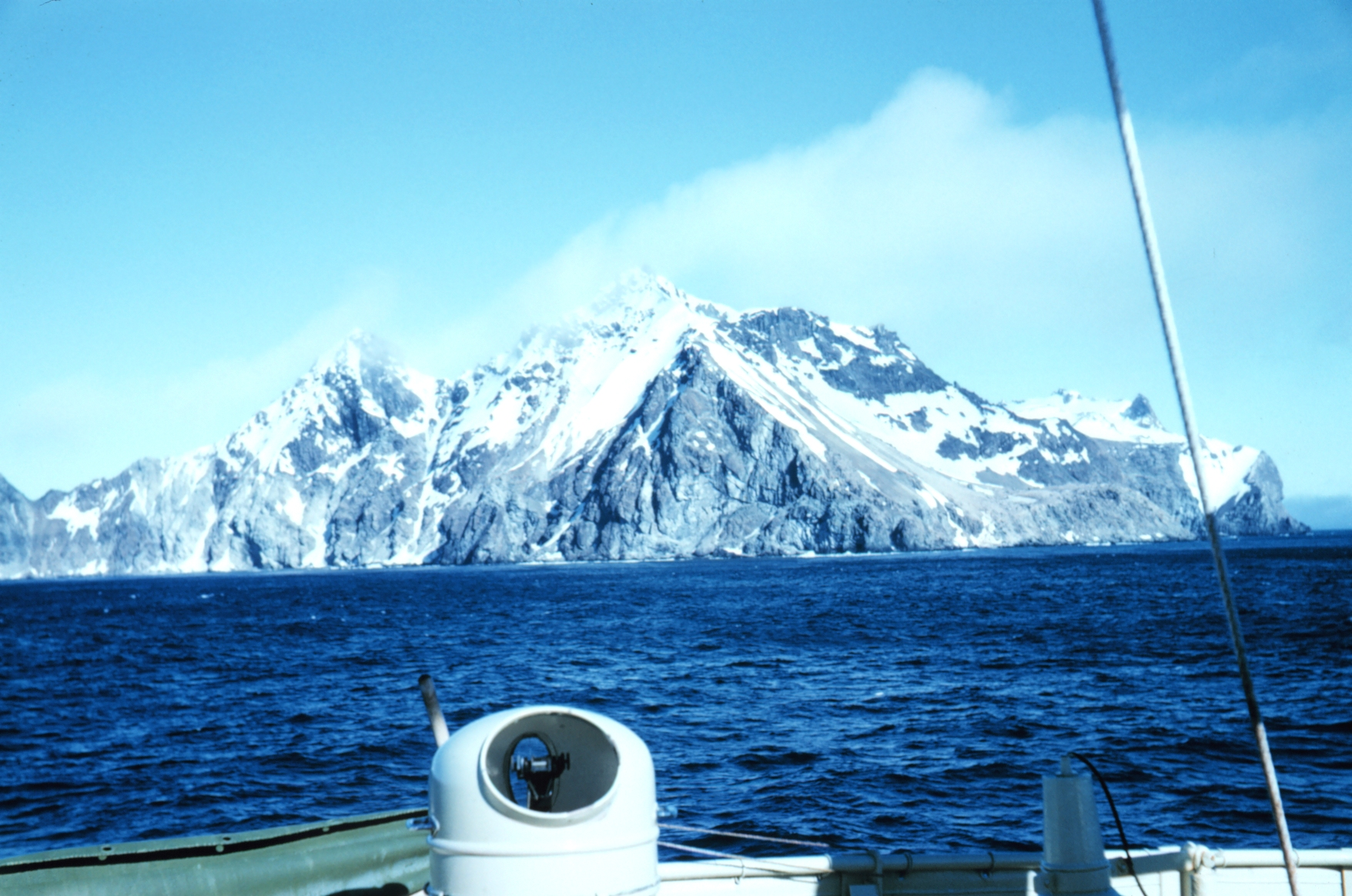
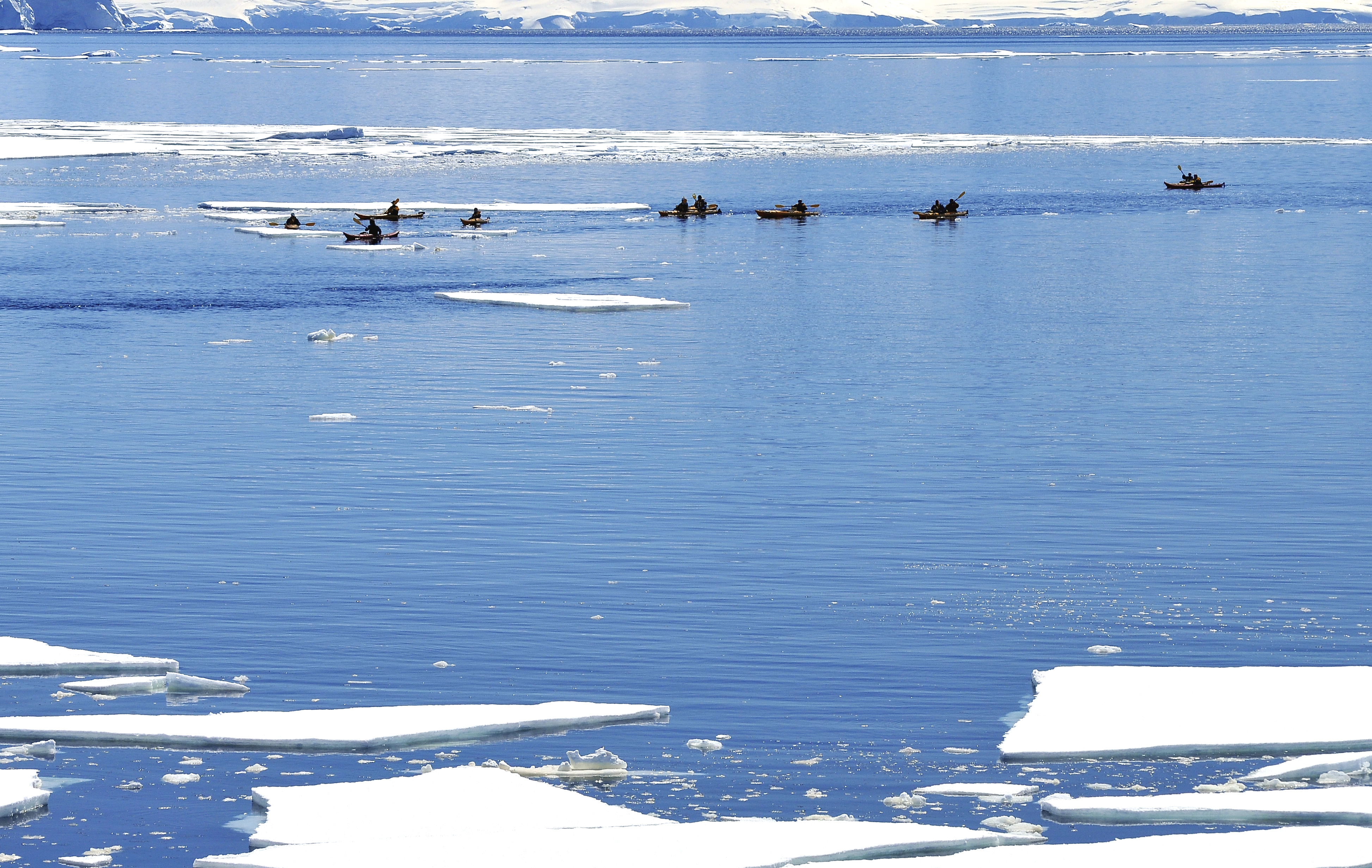
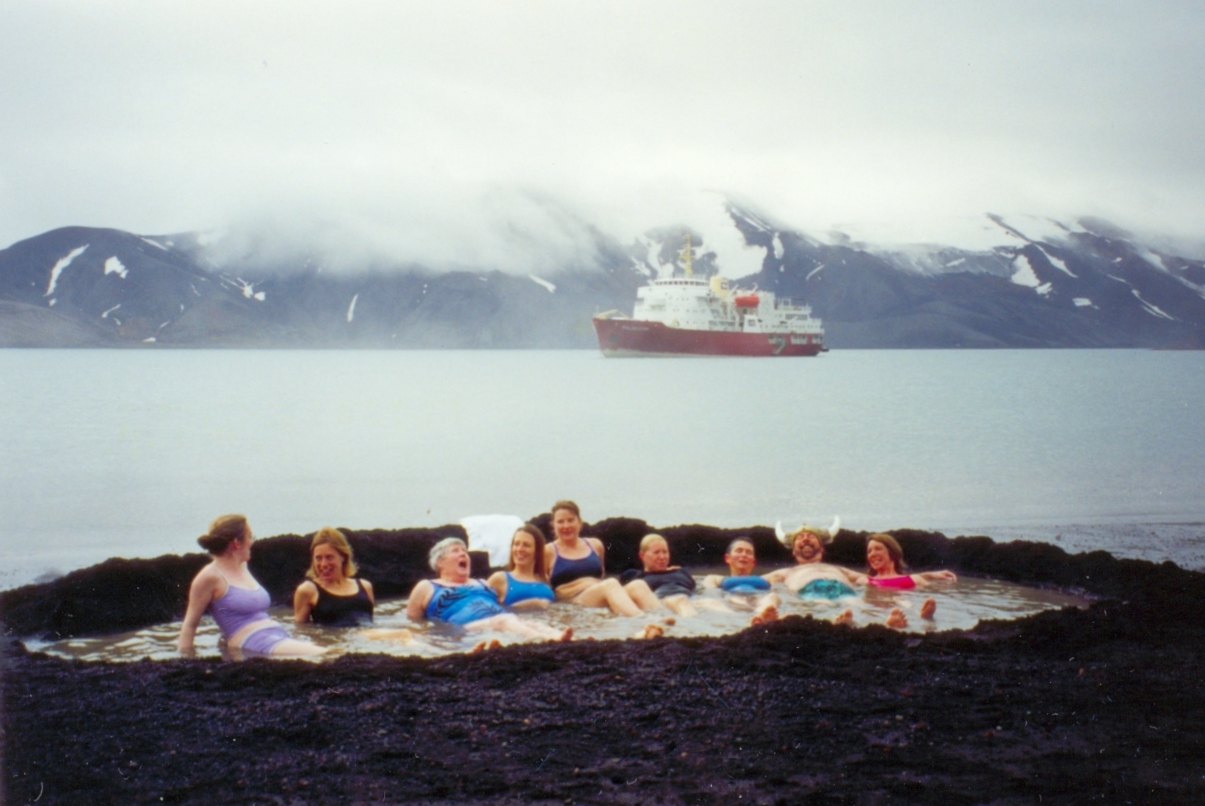
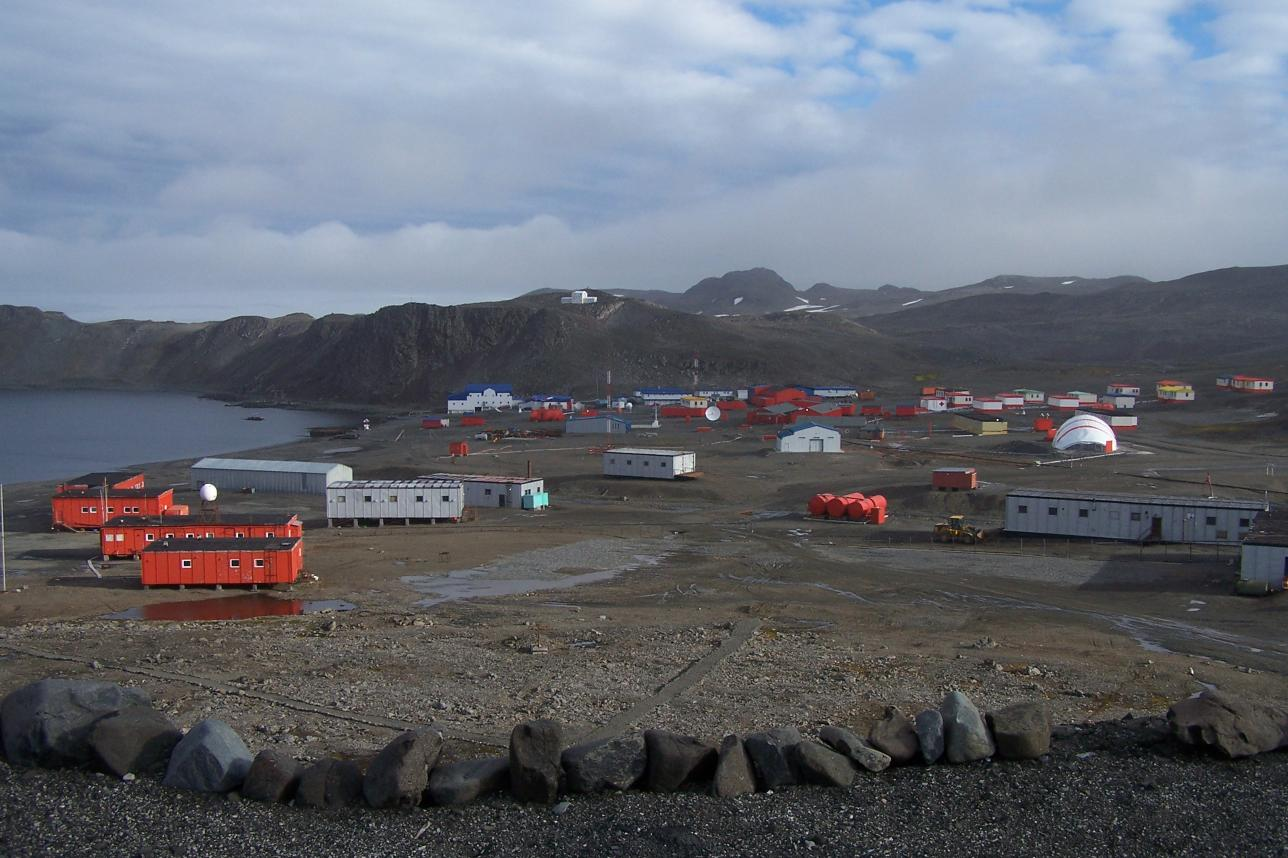

## Reivindicações
As ilhas são reivindicadas pelo Reino Unido (desde 1908), pelo Chile (desde 1940) e pela Argentina (desde 1943). Após o Tratado da Antártica, de 1961, as reivindicações de soberania na Antártida são paralisadas, e as ilhas estão disponíveis para o uso não-militar, primeiramente para a pesquisa científica e o turismo.

## Estações científicas

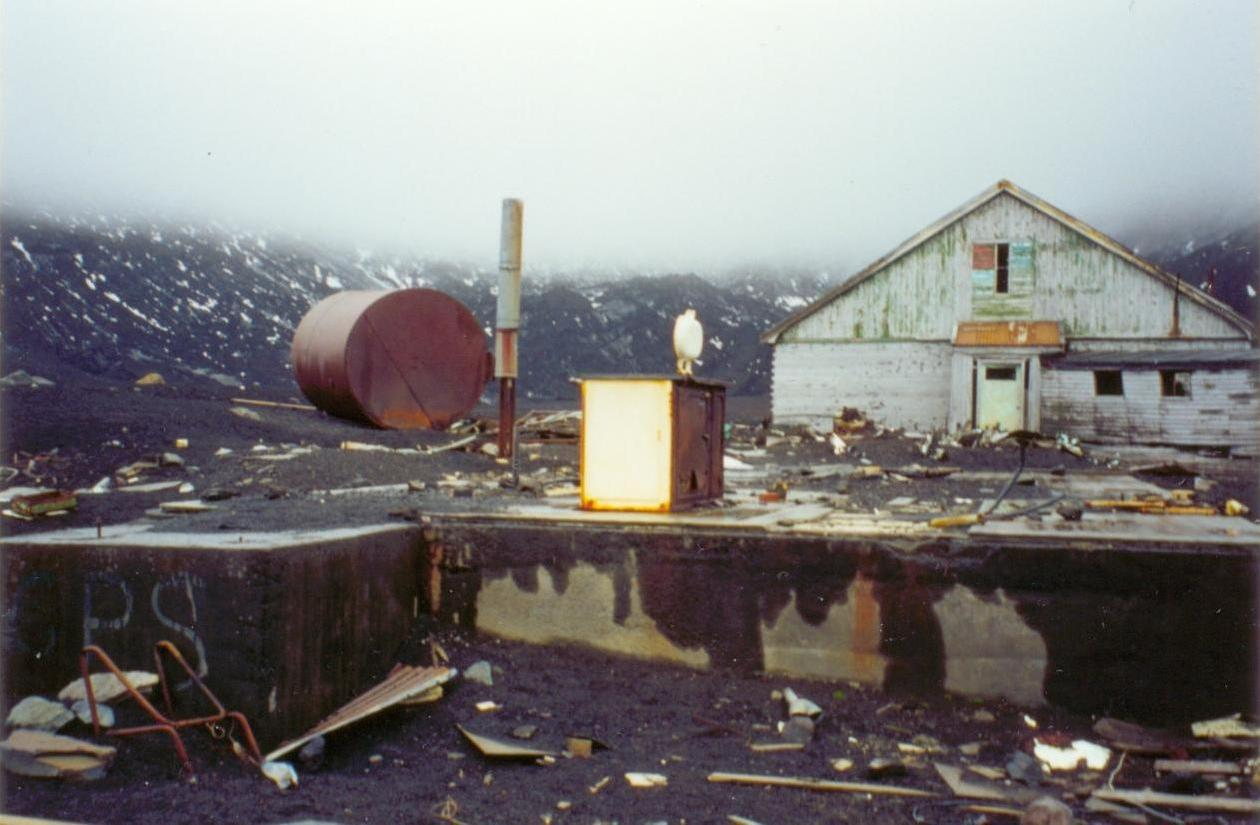
A velha estação britânica na ilha Decepção, esbandalhada pela vulcão

Há diversas estaçãos científicas nas ilhas, como: Artigas (Uruguai), Arturo Prat (Chile), Bellingshausen (Rússia), Comandante Ferraz (Brasil), Eduardo Frei (Chile), Henryk Arctowski (Polônia), Juan Carlos I (Espanha), Jubany (Argentina), Parede Grande (China), Rei Sejong (Coreia do Sul), Machu Picchu (Peru), Pedro Vicente Maldonado (Equador), Shirreff (Chile/Estados Unidos) e São Clemente de Ohrid (Bulgária).  A maioria destas bases ficam situadas na ilha Rei Jorge, beneficiando-se do aeródromo na base chilena Eduardo Frei.

## Mapas

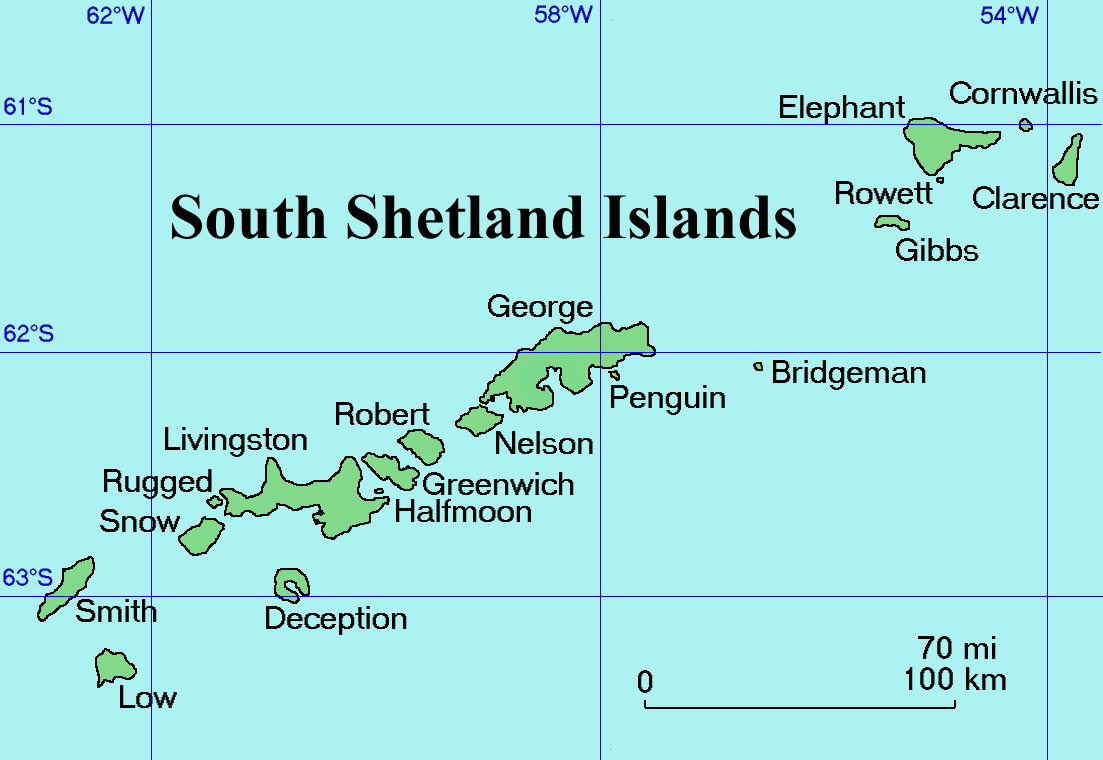
Mapa das ilhas

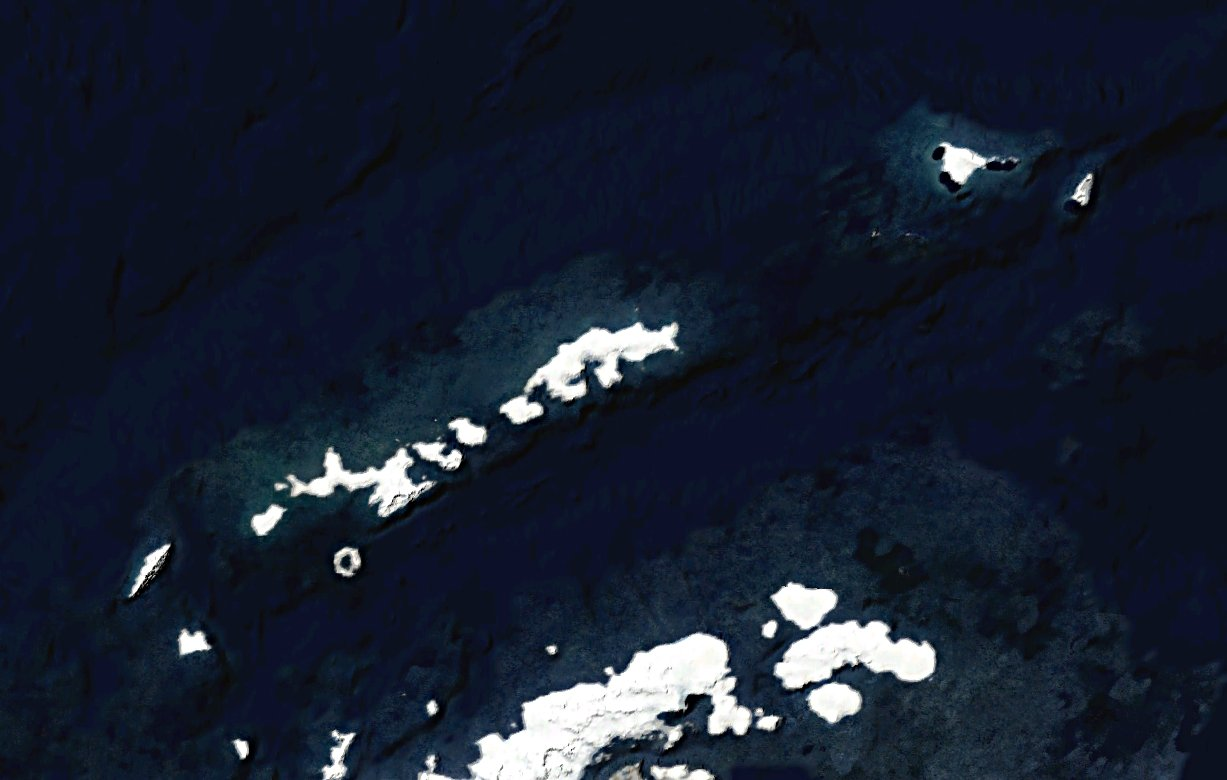
2004

- (em inglês) Espectador interativo da mapa da Ilha Rei Jorge
- (em inglês) L.L. Ivanov et al, Antártica: Ilha Livingston e ilha Greenwich, ilhas Shetland do Sul (De estreito Inglês a estreito Morton, com ilustrações e distribuição da geleira)  Mapa topográfico de escala 1:100000, Comissão Búlgara para os Topônimos Antárticos, Sofia, 2005
- (em inglês) L.L. Ivanov. Antarctica: Livingston Island and Greenwich, Robert, Snow and Smith Islands. Scale 1:120000 topographic map.  Troyan: Manfred Wörner Foundation, 2009.  ISBN 978-954-92032-6-4